# IV Saison
IV Saison is een Belgisch bier van hoge gisting.
Het bier wordt sinds 2007 gebrouwen in Brasserie de Jandrain-Jandrenouille te Jandrain-Jandrenouille, in Waals-Brabant. Het bier wordt gebrouwen volgens het Reinheitsgebot, met enkel de 4 ingrediënten mout, water, gist en 4 hopvariëteiten, vandaar de naam IV. Het etiket is getekend door de bekende Belgische striptekenaar François Schuiten en stelt de arbeid in de hopvelden voor, met als achtergrond een bergketen.

Het is een blond licht troebel bier, type saison, met een alcoholpercentage van 6,5%.